# Лилиецветни
Лилиецветните (Liliales) са разред покритосеменни растения от клас Едносемеделни (Liliopsida). Разпространен е по целия свят, като повечето представители са многогодишни тревисти растения.

## Семейства
Различните класификации включват в разред Liliales различен брой семейства. В системата APG II (2003) това са:
- Alstroemeriaceae
- Campynemataceae
- Colchicaceae – Колхикови
- Corsiaceae
- Liliaceae – Кремови
- Luzuriagaceae
- Melanthiaceae
- Philesiaceae
- Rhipogonaceae
- Smilacaceae